# 1 Korpus Armijny (Siły Zbrojne Południa Rosji)

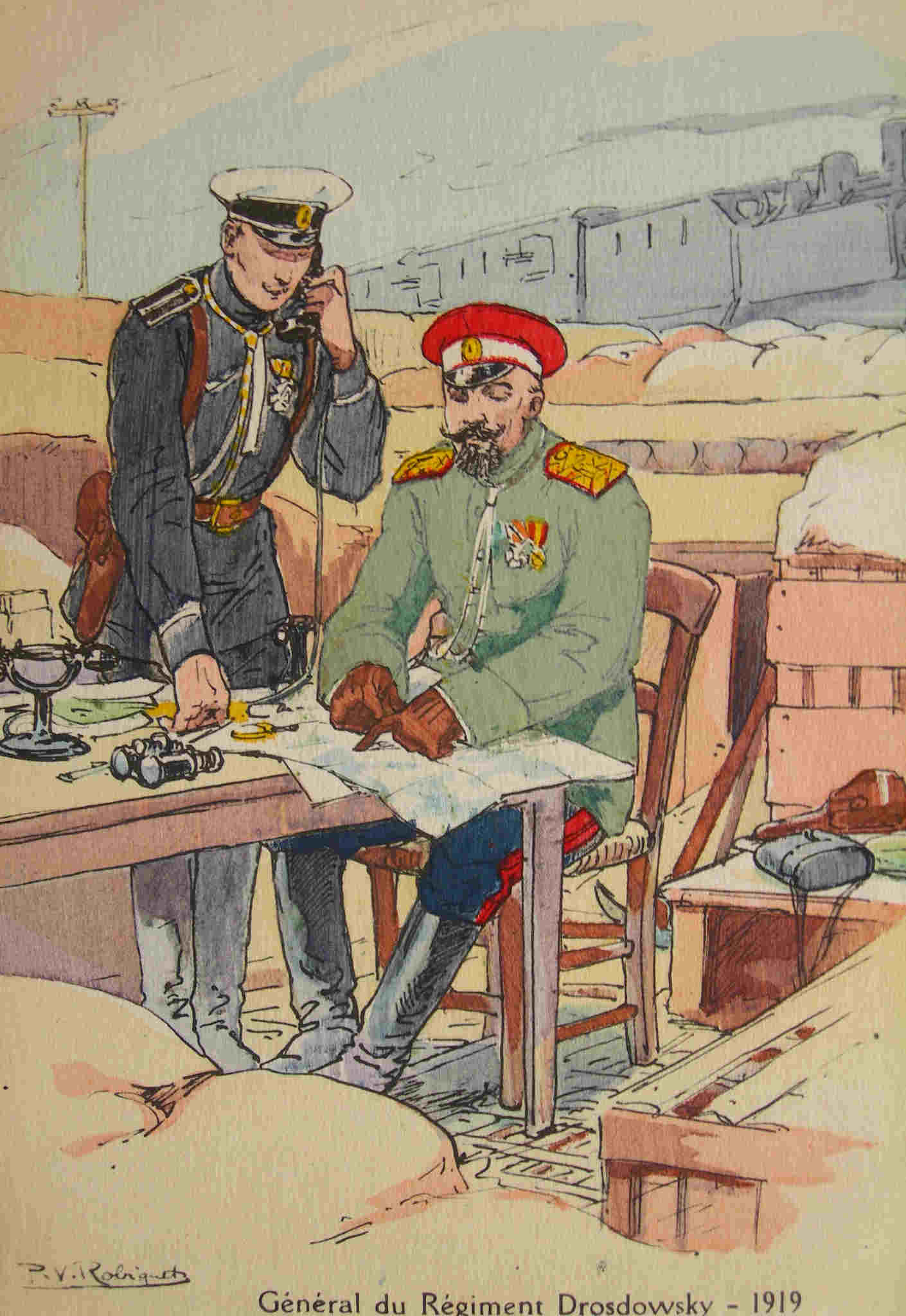
Dowódcy I Korpusu: generał-lejtnant A. Kutiepow (mundur szary) i M. Drozdowski (mundur czarny) w roku 1919.

1 Korpus Armijny SZPR – najważniejszy korpus armijny Sił Zbrojnych Południa Rosji i Armii Ochotniczej. Korpus został założony 15 listopada 1918 a jego pierwszym dowódcą został generał lejtnant Borys Kazanowicz. 13 stycznia 1919, Kazanowicz został zastąpiony na miejscu dowódcy korpusu, przez generała-majora Aleksandra Kutiepowa.
Korpus składał się z I. i III. dywizji piechoty SZPR, które składały się z tzw. "kolorowych" pułków Białej Gwardii. W maju 1920 skład korpusu był następujący:
- Pododdział Korniłowa
- 1 Pułk ds Ogólnych Sergieja Markowa
- Dywizja Drozdowskiego
- 1 Dywizja Kawalerii
- 2 Dywizja Kawalerii

## Udział w walkach w lecie 1919
Po zdobyciu Charkowa, w drugiej połowie lipca Białoarmiści przygotowywali plan ofensywy na Moskwę. 3 sierpnia doszło do starcia z dość liczebną Armią Czerwoną, której pułki, 13. i 14. uderzyły na tyły Białoarmistów, którzy następnie wycofali się w okolice miasta Woroneż.
W bitwie o Kursk na początku września, I Korpus Armijny SZPR pod dowództwem gen. Nikołaja Stiepanowicza Timanowskiego, rozbił 12 pułków sowieckich, ignorując w ten sposób rozkazy Kutiepowa, który odwołał Timanowskiego, następnie mianując nowego dowódcę korpusu Antona Denikina. Po ciężkich walkach pod Orłem i Kromami większość sił korpusu została rozbita. W drugiej połowie listopada korpus liczył 2600 żołnierzy - czyli ok. 12% żołnierzy przed bitwą.